# Didymoplexis verrucosa
Didymoplexis verrucosa là một loài thực vật có hoa trong họ Lan. Loài này được J.L.Stewart & Hennessy mô tả khoa học đầu tiên năm 1980.